# ميغيل غارسيا (سياسي)
ميغيل غارسيا (بالإنجليزية: Miguel Garcia)‏ هو سياسي أمريكي، ولد في 19 يناير 1951 في الولايات المتحدة. حزبياً، نشط في الحزب الديمقراطي. وقد انتخب عضو مجلس نواب نيومكسيكو.